# Kulturåret 1794

## Händelser
- okänt datum – Anna Leonore König invald som ledamot i Kungliga Musikaliska Akademien.

## Nya verk
- Rätt eller alla samhällens eviga lag av Thomas Thorild
- Några ord till min kära dotter, ifall jag hade någon av Anna Maria Lenngren

## Födda
- 14 januari – Erik Sjöberg (död 1828), svensk poet och författare under signaturen Vitalis.
- 6 mars – Carl Arnold (död 11873), norsk pianist, organist, dirigent och tonsättare.
- 26 mars – Julius Schnorr von Carolsfeld (död 1872), tysk målare.
- 16 april – Jon Ulrik Ekmarck (död 1830), svensk historiker och sångtextförfattare.
- 7 maj – Hjalmar Mörner (död 1837), svensk greve, militär, målare och grafiker.
- 29 augusti – Léon Cogniet (död 1880), fransk målare.
- 4 oktober – Justina Casagli (död 1841), svensk operasångare, ledamot i Musikaliska Akademien.
- 7 oktober – Wilhelm Müller (död 1827), tysk diktare.
- 10 oktober – Carl Peter Lehmann (död 1876), dansk-svensk porträttmålare.
- 24 december – Adolph Törneros (död 1839), svensk filolog.
- okänt datum – Gustafva Björklund (död 1862), finlandssvensk kokboksförfattare.
- okänt datum – Gustaf Stråhlberg (död 1858), svensk dekormålare.

## Avlidna
- 25 juli – André Chénier (född 1762), fransk skald.
- 16 november – Rudolf Erich Raspe (född 1736), tysk författare.
- okänt datum – Judith Christina Brelin (född 1770), svensk ballerina.